# چوی یونگسیم
چوی یونگسیم (انگلیسی: Choe Yong-sim؛ زادهٔ ۱۳ اکتبر ۱۹۹۰) بازیکن فوتبال اهل کره شمالی است.
وی همچنین در تیم ملی فوتبال زنان کره شمالی بازی کرده‌است.